# NGC 2623
NGC 2623 (другие обозначения — UGC 4509, MCG 4-21-9, ZWG 120.15, ARP 243, VV 79, IRAS08354+2555, PGC 24288) — галактика в созвездии Рак.
Этот объект входит в число перечисленных в оригинальной редакции «Нового общего каталога».
Ранее, данная галактика считалась одиночной пекулярной галактикой, доступной для любительских телескопов среднего размера. Однако в октябре 2009 года было выявлено, что NGC 2623 — две столкнувшиеся галактики с практически слившимися ядрами и с большим количеством протозвёзд на фоне интенсивного инфракрасного излучения. Данное открытие было сделано в рамках проекта GOALS (англ. Great Observatories All-sky LIRG Survey).
В галактике вспыхнула сверхновая SN 1999gd типа Ia, её пиковая видимая звездная величина составила 17,8.